# Marloes Horst
Marloes Horst (Akkrum, 8 marzo 1989) è una modella olandese.

## Carriera
Marloes Horst inizia la propria carriera nel mondo della moda nel 2007 grazie ad un contratto con l'agenzia di moda IMG Paris, grazie al quale viene fotografata da Valerie Phillipa per l'edizione britannica di Elle ed a giugno viene scelta come modella della settimana dal sito models.com. Seguono copertine per Grazia, D - La Repubblica delle Donne ed Elle ed un nuovo contratto con la NEXT Model Management.
A settembre 2008 debutta sulle passerelle milanesi di Prada e nel 2009 diventa testimonial dei profumi Valentino. In seguito la Horst ha lavorato anche con Goldenpoint, Liu Jo, Massimo Rebecchi e Nando Muzi, ed è apparsa su riviste come Vogue Russia, L'Officiel e Velvet. Inoltre è stata scelta come una delle protagoniste del calendario Pirelli 2010, fotografata da Terry Richardson.
Nel 2014 diventa la nuova ambasciatrice Maybelline accanto a volti come Emily DiDonato ed Erin Wasson

## Vita privata
Dall'aprile 2014 ad aprile 2017 ha avuto una relazione con l'attore e modello Alex Pettyfer.

## Agenzie
- NEXT Model Management
- Ulla Models
- Mega Model Agency - Amburgo
- Seeds Management
- Union Models
- NBPeople
- IMG Models - Parigi, New York
- Joy Model Management - Milano

## Campagne pubblicitarie
- Adidas (2013)
- Aker P/E (2016)
- Anteprima A/I (2010)
- Calvin Klein Swim P/E (2011)
- Carolina Herrera Sport (2012)
- Diesel Fuel for Life Fragrance (2011)
- DKNY Delicious Fragrance (2013)
- Donna Karan Intimates (2013)
- Emporio Armani Lingerie and Underwear A/I (2012)
- Express (2011)
- Fornarina (2012-2013)
- H&M P/E (2010)
- Iceberg A/I (2009)
- Joe Fresh Beauty (2017)
- Joie P/E (2016)
- Kenzo L'Eau 2 Fragrance P/E (2012)
- Kookai P/E (2013)
- Lança Fragrance P/E (2011)
- Levi's New Denim Range P/E (2015)
- 'S Max Mara P/E (2011)
- Maybelline (2014-2015)
- Nine West P/E (2013)
- Princess Tam Tam P/E (2010)
- Ralph Lauren Denim & Supply (2012)
- River Island (2012)
- Sedafolly (2011)
- Sarar A/I (2012)
- Sisley P/E (2011)
- Sportmax Code P/E (2009)
- Stella McCartney Lingerie A/I (2013)
- Tommy Hilfiger Denim A/I (2013)
- Twin set P/E 2012
- ValentinoRock 'n Dreams Fragrance P/E (2009)
- Victoria's Secret (2014)